# Francesco Moriero
Francesco Moriero (Lecce, 31 de março de 1969) é um ex-futebolista italiano, que atuou pelo Lecce durante a maior parte de sua carreira. Também teve passagens pela Seleção Italiana e por Roma, Internazionale e Napoli